# Maria Tipo
Pour les articles homonymes, voir Tipo.
Maria Tipo, née le 23 décembre 1931 à Naples (province de Naples) et morte le 10 février 2025 à Florence (Toscane), est une pianiste classique italienne.

## Biographie
Maria Luisa Tipo naît le 23 décembre 1931 à Naples,.
Elle commence l'apprentissage du piano avec sa mère, Ersilia Cavallo, une élève du compositeur Ferruccio Busoni. Dès l'âge de quatre ans, elle se produit en public à Naples. Elle prend ensuite des cours auprès d'Alfredo Casella et Guido Agosti,.
En 1949, à l'âge de dix-sept ans, Maria Tipo remporte le concours international de piano de Genève,. En 1952, elle obtient un 3e prix au Concours international Reine Élisabeth de Belgique, où elle est repérée par Arthur Rubinstein. Depuis lors, elle a beaucoup joué et enregistré.
Ses premières apparitions en Amérique du Nord à la fin des années 1950, où elle a joué plus de 300 concerts, lui ont valu le surnom de « Horowitz napolitain ». Son premier disque, l'enregistrement de douze sonates de Scarlatti en 1956, a été présenté par le magazine Newsweek comme « le disque le plus spectaculaire de l'année ».
Ses enregistrements des célèbres Variations Goldberg de Bach ont reçu le Diapason d’Or. Elle a aussi défendu la musique du compositeur italien Muzio Clementi, aussi bien en concert que sur disque. Elle a notamment enregistré la première intégrale des 67 sonates de Clementi.
Sa renommée a tendu à être plus grande chez ses collègues pianistes que dans le grand public. Martha Argerich, dans un entretien avec Radio Tre, parla d'elle comme d'une artiste « sensationnelle ». Arthur Rubinstein l'a qualifiée d'un des « talents les plus extraordinaires de notre époque ».
Maria Tipo a aussi enseigné, donnant des cours au Festival de Gubbio et à la Scuola di Musica di Fiesole, et a travaillé comme professeur aux Conservatoires de Genève (où elle compte parmi ses élèves Nelson Goerner), Bolzano et de Florence,,.
Elle a été membre du jury du Concours international de piano de Santander Paloma O’Shea en 1984.
En 1988, elle est nommée membre de l'Académie nationale Sainte-Cécile.
En 1995, elle met fin à sa carrière de concertiste pour se consacrer exclusivement à l'enseignement.
En 2021, elle reçoit le Prix du Président de la République italienne.
Elle a été mariée au pianiste Alessandro Specchi.
Maria Tipo meurt le 10 février 2025 à Florence, à l'âge de 93 ans,. Elle était officier de l'ordre des Arts et des Lettres.